# Michelle Wai
Michelle Wai (Hong Kong, 24 de noviembre de 1984) es una actriz en el marco del label Emperor Entertainment Group. Se graduó en el YMCA en tecnologías de la información. Antes de entrar en la industria del entretenimiento fue modelo en tiempo parcial.
En chino se llama 詩雅|詩雅; nacida 衛詩雅.

## Filmografía[2]
- 2009: Happily Ever After
- 2009: Trick or Cheat
- 2010: Ex
- 2010: Girl$
- 2010: Hot Summer Days

### Televisión
- 2008: Dressage to Win (serie), como Michelle.